# Musée Picasso (Vallauris)
Pour les articles homonymes, voir Musée Picasso et Temple de la Paix.
Le musée Picasso de Vallauris abrite deux œuvres de Picasso La Guerre et La Paix, installées dans la chapelle du château, place de la Libération, à Vallauris, Alpes-Maritimes, depuis 1959.

## Présentation
Le choix par Picasso de la chapelle pour l'édification de son temple de la Paix s'inscrit dans un mouvement de redécouverte de l'art sacré, qui connaît un indéniable engouement dans les années 1950 : Matisse achève la décoration de la Chapelle du Rosaire de Vence, Chagall - ainsi que Bonnard, Léger, Germaine Richier... - participe à la décoration de l'église Notre-Dame-de-Toute-Grâce du plateau d'Assy, et commence à travailler à son monumental Message Biblique, qu'il destine d'abord à une autre chapelle vençoise avant d'en faire don à l'État. Pablo Picasso, conscient du profond symbolisme du lieu et séduit par les rigoureuses proportions de l'austère bâtiment, choisit la chapelle du château de Vallauris. L'édifice ancien contribue à donner à La guerre et la Paix, avec ses évidentes références à l'art antique, voire à l'art rupestre, un ancrage sacré et universel. 
« Il ne fait pas très clair dans cette chapelle, déclare l'artiste à Claude Roy, et je voudrais qu'on ne l'éclaire pas, que les visiteurs aient des bougies à la main, qu'ils se promènent le long des murs comme dans des grottes préhistoriques, découvrant les figures, que la lumière bouge sur ce que j'ai peint, une petite lumière de chandelle. »